# Neurobasis daviesi
Neurobasis daviesi är en trollsländeart som beskrevs av Hämäläinen 1993. Neurobasis daviesi ingår i släktet Neurobasis och familjen jungfrusländor. Inga underarter finns listade i Catalogue of Life.